# Xanthosoma striatipes
A banana-do-brejo (Xanthosoma striatipes) é uma fruteira nativa de várzeas da Amazônia e Cerrado brasileiro, ocorrendo na região Norte (Pará, Amazonas, Tocantins e Acre), Nordeste (Maranhão), Centro-Oeste (Mato Grosso, Goiás e Distrito Federal), Sudeste (Minas Gerais e São Paulo).
Com fruto aromático e doce, seu gosto assemelha-se ao abacaxi. A planta é uma folhagem com raiz grossa e  muito ornamental. Apesar do nome não possui parentesco com a bananeira, sendo parente da taioba.